# Silvia Navarro (actrice)
Pour les articles homonymes, voir Silvia Navarro et Navarro (homonymie).
Silvia Angélica Navarro Barva (née le 14 septembre 1978 à Irapuato), est une actrice mexicaine.

## Filmographie

### Télévision

#### Télénovelas
- 1998 : Perla (TV Azteca) : Julieta Santiago / Perla Santiago
- 1999 : Catalina y Sebastián (TV Azteca) : Catalina Negrete Rivadeneira
- 2000 : La Calle de las novias (TV Azteca) : Aura Sánchez
- 2001 - 2002 : Paloma (TV Azteca) : Elena Olivares / Teresa Suárez "Paloma"
- 2002 : La duda (TV Azteca) : Victoria Altamirano
- 2004 : La heredera (TV Azteca) : María Claudia Madero Grimaldi
- 2006 - 2007 : Montecristo (TV Azteca) : Laurita Ledezma
- 2008 - 2009 : Mañana es para siempre (Televisa) : Fernandita Elizalde
- 2010 - 2011 : Cuando me enamoro (Televisa) : Reginita Gamba Soberón
- 2012 : Amor Bravío (Televisa) : Camila Santos Monterde
- 2014 : Mi corazón es tuyo : ( Televisa) : Ana Leal[2]
- 2016 : La candidata : Dona Regina Bárcenas Ríos de San Román[3]

#### Séries télévisées
- 2002 : Cara o Cruz : Libra
- 2002 : Vivir así : Laura / Linda

### Cinéma
- 2002 : Robando el Rock and Roll
- 2005 : Contracorriente : La Güera
- 2005 : Esperanza : Andrea
- 2006 : Dragones: Destino de fuego : Marina (voice)
- 2007 : Labios rojos : Blanca
- 2008 : Amor letra por letra : Hannah
- 2009 : Cabeza de Buda : Magdalena
- 2009 : Asesino serial
- 2010 : Te presento a Laura : Andrea
- 2011 : Siete años de matrimonio
- 2014 : La Dictature parfaite

## Théâtre
- 2005 : Mar muerto : Maku
- 2005 : El Tenorio cómico : Doña Inés
- 2005 : Químicos para el amor : Larissa / Julia / Regina
- 2007 : Chicas católicas : Eva Durazo / Hermana Sacre Cœur
- 2009 : Todos eran mis hijos : Ann Deever
- 2011 : Sin cura : Elena
- 2013 : Locos de amor : May[4]
- 2014 : El misántropo o el violento enamorado : Celimena
- 2015 : Mi corazón es tuyo : Ana Leal[5]